# A Wake
A Wake (englisch für „Eine Totenwache“) ist ein Filmdrama von Scott Boswell, das am 31. August 2021 in den USA als Video-on-Demand veröffentlicht wurde.

## Handlung
Nachdem ein Teenager namens Mitchel an einer Überdosis gestorben ist, muss seine Familie seinen Tod verarbeiten. Die Kinder der Familie teilen nicht den gleichen religiösen Eifer wie ihre Eltern Vanessa und Richard. Mitchels eineiiger Zwillingsbruder Mason kommt mit der ganzen Sache überhaupt nicht klar und wendet sich verzweifelt dem Spiritualismus zu, um mit ihm im Jenseits Kontakt aufzunehmen. Die jüngste Tochter Molly plant eine Totenwache für ihren Bruder. Zu dieser kommt auch Tochter Megan, das älteste Kind und schwarze Schaf der Familie, nach langer Abwesenheit nach Hause zurück. Unter den Gästen befindet sich auch ein junger Mann namens Jameson, der behauptet, eingeladen worden zu sein, obwohl niemand zugibt, ihm eine Einladung geschickt zu haben. Seine Anwesenheit und das, was die Familie über seine Beziehung zu Mitchel erfährt, stellt ihr Bild von ihm völlig auf den Kopf.

## Produktion
Regie führte Scott Boswell, der auch das Drehbuch schrieb. Es handelt sich nach The Stranger in Us um seine zweite Regiearbeit bei einem Spielfilm.
Noah Urrea, der zuvor in Fernsehserien zu sehen war, erhielt in A Wake seine erste Hauptrolle in einem Spielfilm und spielt Mitchel und gleichzeitig dessen Zwillingsbruder Mason. Megan Trout spielt deren älteste Schwester Megan, Sofia Rosinsky ihre jüngste Schwester Molly. Der kanadische Musiker und Tänzer Kolton Stewart spielt Jameson, mit dem Mitchel heimlich eine Beziehung hatte.
Emilie Talbot und Kevin Karrick spielen die Eltern Vanessa und Richard.
Die erste Vorstellung erfolgte Anfang Oktober 2019 in San Francisco. Am 31. August 2021 wurde A Wake in den USA als Video-on-Demand veröffentlicht. Der offizielle Kinostart in Deutschland war am 30. Juni 2022, es gab aber keine Kinos, die den Film zeigten, nur eine Sondervorstellung im August.

## Rezeption
Bradley Gibson von Film Threat schreibt, Noah Urrea, der sowohl Mason als auch Mitchel spielt, gebe in A Wake eine glänzende Vorstellung. Ohne CGI, die das Budget nicht zugelassen hatte, dafür aber mit kunstvollen Kameraeinstellungen und dem Filmschnitt setze ihn Regisseur Scott Boswell überzeugend in Szene, und er scheine mit sich selbst zu sprechen. Der Rest sei die Magie der soliden Schauspielkunst des jungen Darstellers.
Die Kinozeitschrift Cinema urteilt, der Film „Braucht eine Weile, um in die Gänge zu kommen. Dafür trifft die knapp zehnminütige Gedenkfeier am Ende des Films voll ins Schwarze“.